# GlobalG.A.P.

Логотип стандарту

GlobalG.A.P. — добровільний міжнародний стандарт безпеки необроблених харчових продуктів (рослинництва, садівництва, фруктів і тваринництва), адресований сільськогосподарським виробникам.
Стандарт був створений у 1997 році як EUREGAP з ініціативи членів європейської організації EUREP (роздрібна торгівля). Метою створення було створення єдиних процедур і загального стандарту сільськогосподарського виробництва, що знайшло відображення в назві (Good Aagricultural Practice). Намір також полягав у забезпеченні максимально можливої безпеки харчових продуктів. Стандартизація охоплює весь виробничий ланцюг, від посіву (посадки) рослин до обробки кінцевого продукту, тобто пакування та зберігання. Місія стандарту — забезпечити для споживача здорову та безпечну їжу шляхом об'єднання сільськогосподарських груп і брендів за стандартизованим процесом.
В рамках своєї стандартної діяльності виробники зобов'язані дбати про навколишнє природне середовище, належне використання та зберігання засобів захисту рослин, кормів, ветеринарних препаратів та інших речовин, належне поводження з відходами, чистоту на фермі та охорону здоров'я і безпеку працівників на робочому місці.  GlobalG.AP складається з п'яти основних стандартів (модулів):
- IFA: Integrated Farm Assurance,
- CFM: виробник комбікормів,
- AT: Перевезення тварин,
- PPM: Стандарт матеріалу для розмноження рослин,
- GRASP: Оцінка ризиків GlobalG.AP для соціальних практик.[1]

Стандарт було розроблено з використанням керівних принципів HACCP (Hazard Control and Critical Points, HACCP), опублікованих Продовольчою та сільськогосподарською організацією Об'єднаних Націй, і регулюється схемою ISO Guide 65. На відміну від інших схем сертифікації ферм, вона має чіткі правила, яких повинні дотримуватися виробники, а кожну виробничу одиницю оцінює незалежний аудитор. Ці аудитори працюють у комерційних сертифікаційних компаніях, які мають ліцензію Секретаріату GlobalG.A.P. на проведення аудитів і видачу сертифікатів, якщо це необхідно.

## Зовнішні посилання
- Веб-сайт GlobalG.A.P.